# Thygater analis
Thygater analis är en biart som först beskrevs av Amédée Louis Michel Lepeletier 1841.  Thygater analis ingår i släktet Thygater och familjen långtungebin. Inga underarter finns listade i Catalogue of Life.